# Mathilda Ranch
Caroline Mathilda Ranch, född 23 juni 1860 i Köpenhamn, död 11 juni 1938 i Varbergs församling, Hallands län, var en svensk fotograf. 
Hon hade ateljé i Varberg, Halland. Hon hade också fotografifilialer i Horred, Slöinge och Kungsbacka. Flera av hennes biträden och lärlingar kom att öppna ateljéer runt om i Sverige. Som exempel kan nämnas Calla Sundbeck i Gränna och Emma Lundgren i Vetlanda. 
Hon var dotter till fotografen Wilhelm Ranch (1828–1906) och Theresia Walther (1834–1910).
Mathilda Ranch var med och grundade Varbergs Förening för Kvinnans Politiska Rösträtt (VFKPR) 1903.

## Galleri

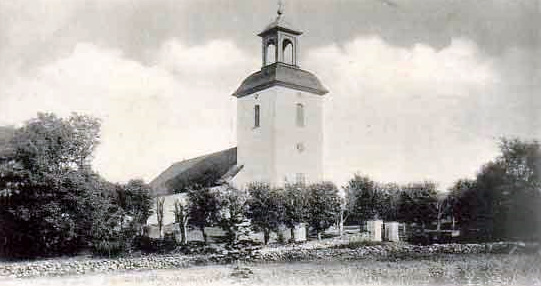
Istorps kyrka ca 1900
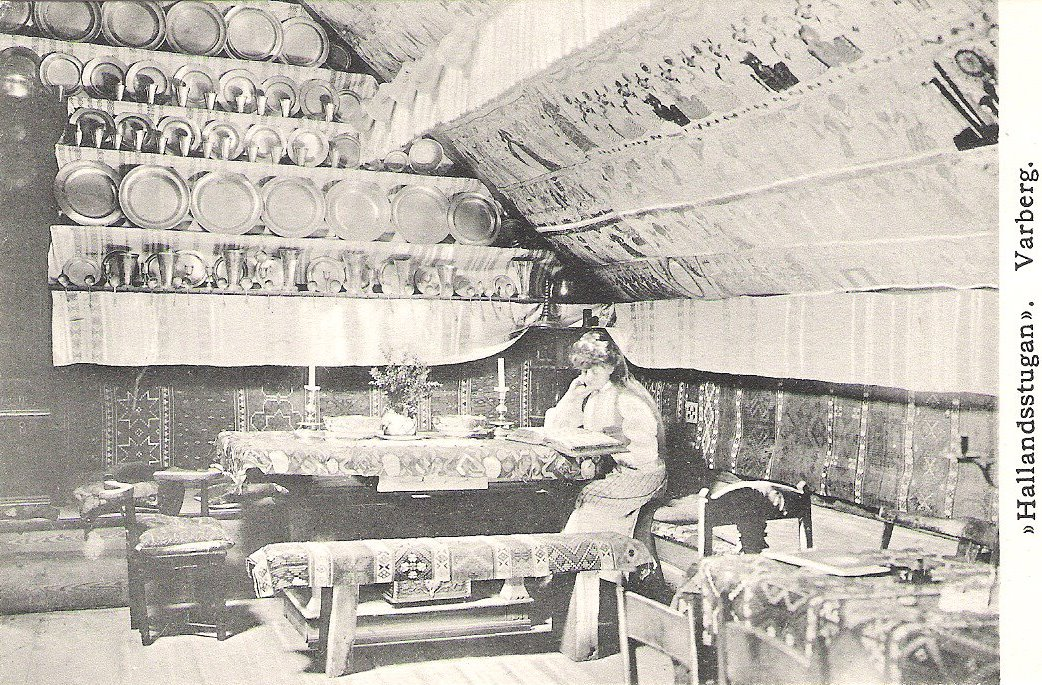
Bexellska stugan vykort

### Fotnoter
1. 1 2  KulturNav, KulturNav-ID: 4ae8c563-f8c2-4879-bbb3-da2b818df83b, läst: 9 oktober 2017.[källa från Wikidata]
2. ↑  Andreas Beyer & Bénédicte Savoy (red.), Artists of the World Online, K.G. Saur Verlag och Walter de Gruyter, 2009, 10.1515/AKL, Artists of the World konstnärs-ID: 6ddaf4c7-f9a6-4c53-8fd2-ae5efe3f92d7.[källa från Wikidata]
3. 1 2 3 4  Sveriges dödbok 1815–2022, nionde utgåvan, Sveriges Släktforskarförbund, december 2023.[källa från Wikidata]
4. ↑  KulturNav, 12 februari 2016, KulturNav-ID: ed26f127-4410-4c43-a554-f641a040a0b6, läst: 26 februari 2016.[källa från Wikidata]
5. ↑  Sveriges dödbok 1815–2022, Sveriges släktforskarförbund
6. ↑  (artikel av Anna-Lena Nilsson) (2 mars 2020). ”Caroline Mathilda Ranch”. Svenskt kvinnobiografiskt lexikon. http://skbl.se/sv/artikel/MathildaRanch. Läst 19 augusti 2023.

- Nilsson, Anna-Lena (2006). Fröken Mathilda Ranch - fotograf. Varberg: Länsmuseet Varberg. ISBN 91-89570-08-1
- https://skbl.se/sv/artikel/MathildaRanch